# Орден Христа
О́рден Христа́ (порт. Ordem de Cristo) — у 1319—1843 роках католицький чернечий лицарський орден в Португальському королівстві. Названий на честь Ісуса Христа. Заснований 14 березня 1319 року португальським королем Дінішем. Затверджений римським папою Іваном XXII. Став правонаступником Ордену тамплієрів, діяльність якого на португальських теренах була припинена 22 березня 1312 року. Очолювався великим магістром, резиденція якого розташовувалося в Каштру-Марині, а з 1357 року — в Томарі, колишній штаб-квартирі тамплієрів. Секуляризований 1789 року. Ліквідований 1834 року після перемоги лібералів у Громадянській війні. 1917 року на честь Ордену створено державну нагороду і цивільний Військовий орден Христа.

## Назва
- О́рден Христа́ (порт. Ordem de Cristo) — коротка назва.
- Ли́царський о́рден Ісу́са Христа́ (лат. Ordo Militiae Jesu Christo) — альтернативна назва.
- Орден лицарів Господа Нашого Ісуса Христа (порт. Ordem dos Cavaleiros de Nosso Senhor Jesus Cristo) — повна назва Ордену.

## Історія

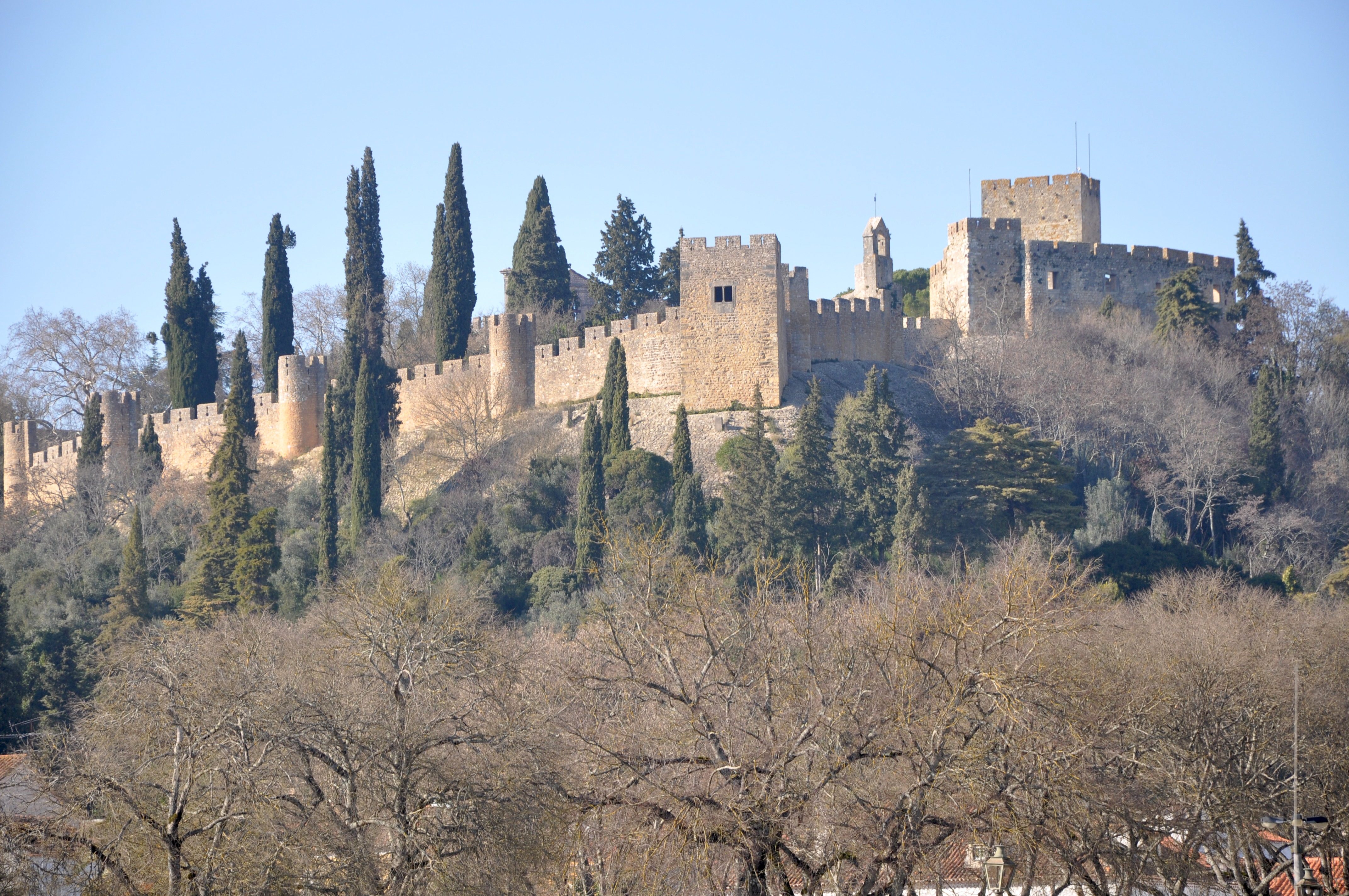
Томарський замок

Орден Христа — духовно-лицарський орден, правонаступник тамплієрів на території Португалії. Започаткований у 1319 році португальським королем Дінішом. Папа Іоанн XXII дозволив передати ордену всі володіння португальських тамплієрів, включаючи Томарський замок, що став у 1357 році резиденцією великого магістра. Звідси й друга назва ордена — Томарський.
Португалія стала першою з країн Західної Європи, де закріпились тамплієри. У 1160 році вони почали зведення неприступного замку Томар, який у 1190 році витримав облогу маврів на чолі з Якубом аль-Мансуром. Вже у 1318 році король Дініш організував лицарів, які лишились без справи, в «ополчення Христа», а за рік це його починання санкціонував своєю буллою Святіший Престол.
Первинно головною ставкою магістра був великий замок Кастро-Марин на півдні королівства, в Алгарве. Лицарі мали додержуватись обітниць бідноти, целібату й покори монарху. Принц Енріке Мореплавець як великий магістр ордену обернув їх проти мусульманських володарів Марокко, зобов'язавши купців сплачувати збір з усіх африканських товарів на користь ордену. На ці кошти велась реконструкція Томарського монастиря-замку.
Томарські лицарі, подібно до своїх авіських братів, взяли найактивнішу участь у заморських подорожах португальських мореплавців. Васко да Гама й інші мандрівні лицарі-томарці плавали під парусами з емблемою ордену. Комерційні прагнення негоціантів у рясах важко уживались з пережитками середньовічного устрою військово-лицарського життя. Багато членів ордену жили з жінками, що спонукало папу Олександра Борджіа замінити обітниці цноти й бідноти на обітниці подружньої вірності й відрахування певної частини прибутків до орденської казни.
Король Мануел I, який вбачав у томарцях одну з опор королівської влади, як великий магістр послідовно секуляризував орден Христа. Його наступник Жуан III оголосив пост великого магістра спадковим серед королів Португалії. Відхід від релігійних начал спричинив стурбованість Ватикану. Деякі папи, посилаючись на активну роль папства у започаткуванні ордена, почали вручати власний верховний орден Христа. Португальська монархія спочатку опиралась цьому; відомі випадки ув'язнення кавалерів папського ордену в Португалії.
У часи іспансько-португальської унії відбулась чергова реформа ордену. Віднині до нього міг вступити будь-який дворянин, що відслужив два роки в Африці чи три — на флоті. У 1789 році орден був остаточно секуляризований, у 1834 році було націоналізовано його майно. У 1822—1890 роках окремо від португальського існував бразильський орден Христа. Після падіння португальської монархії (1910) усі старовинні ордени було скасовано, проте у 1917 році президент Португалії відновив орден як суто цивільну нагороду.

## Організація

### Магістри
Після 1420 року на посаду великих магістрів Ордену призначалися винятково португальські інфанти. З 1495 року, за рішенням короля Мануела І, її обіймали усі наступні португальські королі.
- 1319—1321: Жіл Мартінш
- 1321—1327: Жуан Лоренсо
- 1327—1335: Мартін Гонсалвіш Лейтан
- 1335—1344: Ештеван Гонсалвіш Лейтан
- 1344—1356: Родрігу Анеш
- 1357—1372: Нуньо Фрейре де Андраде, галісієць, канцлер королівства.
- 1420—1460: Енріке Мореплавець, інфант, син короля Жуана I, герцог візеуський.
- 1461—1470: Фернанду, інфант, син короля Дуарте, герцог візеуський і безький.
- 1470—1472: Жуан Візеуський
- 1472—1481: Афонсу V, король
- 1481—1484: Діогу Візеуський
- 1484—1495: Мануел I

## Галерея
Хрест Ордену Христа став мотивом багатьох гербів та прапорів країн і міст, пов'язаних із португальськими географічними відкриттями.

Прапор Ордену
Мадейра
Сан-Паулу
Сисплатина